# Kovács Meletius
Kovács Meletius (1707-1775) püspök- rítusvikárius
Kovács Meletius 1707-ben született Macedóniában, Aguszta városban, ahonnan egész családja is származott. Kereskedéssel foglalkoztak szülei, akik később a Sebes-Körös városába, Nagyváradra költöztek. Egyházi szolgálatba lépett és 1734. június 29-én szentelte pappá az aradi ortodox Isaia Antonovics. 1736-ban unióba lépett Rómával és letette hitvallását a nagyváradi latin szertartású Okolicsányi püspök előtt, előbb diószegi parókus, majd váradi esperes lett. A nagyváradi 1739-es járvány idején végleg elnyerte a katolikus főpapság kegyeit különösen Forgács Pál püspökét de a hívekét is. Nem véletlen, hogy Forgács püspök az 1748. február 22-i nagyváradi latin szertartású püspöki kinevezése után azonnal kérte Rómában Kovács Melentie segédpüspök-rítusvikáriussá való kinevezését, az egyházmegyéjében élő görögkatolikusok számára.
1748. december 15-én Máriapócson tegeai címzetes püspökké szentelte Olsavszky Emánuel munkácsi rutén püspök, és december 18-án volt a nagyváradi beiktatása. A gyors és szokatlan felszentelése a kortársait is meglepte valamint a későbbi történészeket egyaránt, akik sokszor megkérdőjelezték püspöki személyét sok rosszat tulajdonítva boldogtalan karrierjének, hiszen míg az ő kinevezése fél év alatt megtörtént másoknál évekig elhúzódott. Először is kánonilag támadták kinevezését és annak írásos létezését. Feltételezték, hogy vagy feljebbvalójánál Forgács Pál püspöknél van ez az okmány vagy nem is létezett. Csak, hogy Meletius püspök kinevezéséről szóló pápai bulla ma is megtalálható a régi görögkatolikus püspöki archívum anyagában melyet Bihar Megyei Nemzeti Archívumban (Direcţia Judeţeană Bihor Arhiva Naţionala) Nagyváradon őriznek. A bécsi udvart többször felkereste, és tudomására hozta, hogy az unió terjedésének legfőbb akadálya, hogy a nagyváradi latin szertartású katolikus püspök fennhatósága alá tartoznak és nincs saját megyés püspökük. Báró Patachich Ádám (1759-1776) nagyváradi latin szertartású katolikus püspök ennek felállítása ellen tiltakozott. Kovács Meletius szorgalmazta román iskolák alapítását is. Mária Terézia 1773. február 24-én kelt dekrétumával szinódusra hívta meg a keleti szertartású katolikus püspököket. Elrendelte, hogy együtt jelöljék meg azokat az egyházi könyveket, amelyeknek kinyomtatását szükségesnek tartják; állapítsák meg azok nyelvét, döntsenek a vitatott szövegek kérdésében. 5A bécsi horvát kollégiumban tartott konferencián részt vett Vasilije Božičković szerb görögkatolikus szvidnici, Bacsinszky András munkácsi és Grigoriu Maior fogarasi püspök, továbbá minden egyházmegyéből néhány tanácsadó. Kovács Meletius nagyváradi vikárius nem vett részt az értekezleten, de magyar nyelvű levelében bejelentette, hogy a határozatokat eleve elfogadja. Az értekezlet 1773. március 1-jén kezdődött és május 6-án fejeződött be. A résztvevők ez alatt 19 ülést tartottak. Az üléseken felvett jegyzőkönyvek, s az ott hozott határozatok híven tükrözik a magyarországi keleti szertartású katolikusok vallási életét és társadalmi helyzetét. Kovács püspök 1775. április 11-én meghalt.
- Kinevezési dosszié: Levelezések: Magyar Országos Levéltár Budapest (MOL), P. 71, Csáki család fond, dos. 66, passim

- Zenovie, op. cit., p. 181
- Lupsa, op. cit., p. 36
- Román Nemzeti Archívum / Bihar megye, fond nagyváradi gör. kat püspökség, inv. 881, dos. 246, f. 1. A nemzeti archívumban őrzött iratok Kolozs Megyei Archívum, fond Episcopia de Oradea, dos. 1, nr.7 található Melentie püspök eskütétele
- Nicolaus Nilles, Symbolae ad illustrandam historiam Ecclesiae orientalis in terris coronae S. Stephani, Innsbruck, 1885, II, p. 603
- Mária Terézia és VI. Piusz pápa rendelkezései